# Lewis – Der Oxford Krimi
Lewis (dt. Titelzusatz Der Oxford Krimi) ist eine britische Kriminalfilmreihe des Senders ITV. Die deutschsprachige Erstausstrahlung erfolgte am 1. Februar 2009 im ZDF, die Synchronisation fand unter der Leitung von Jürgen Neu bei Arena Synchron statt. Ende 2015 kehrte Hauptdarsteller Kevin Whately der Serie den Rücken, gut dreißig Jahre nach seinem ersten Auftritt in der Rolle bei Inspector Morse. Damit wurde die Serie nach neun Staffeln und insgesamt 33 Episoden eingestellt.

## Figuren

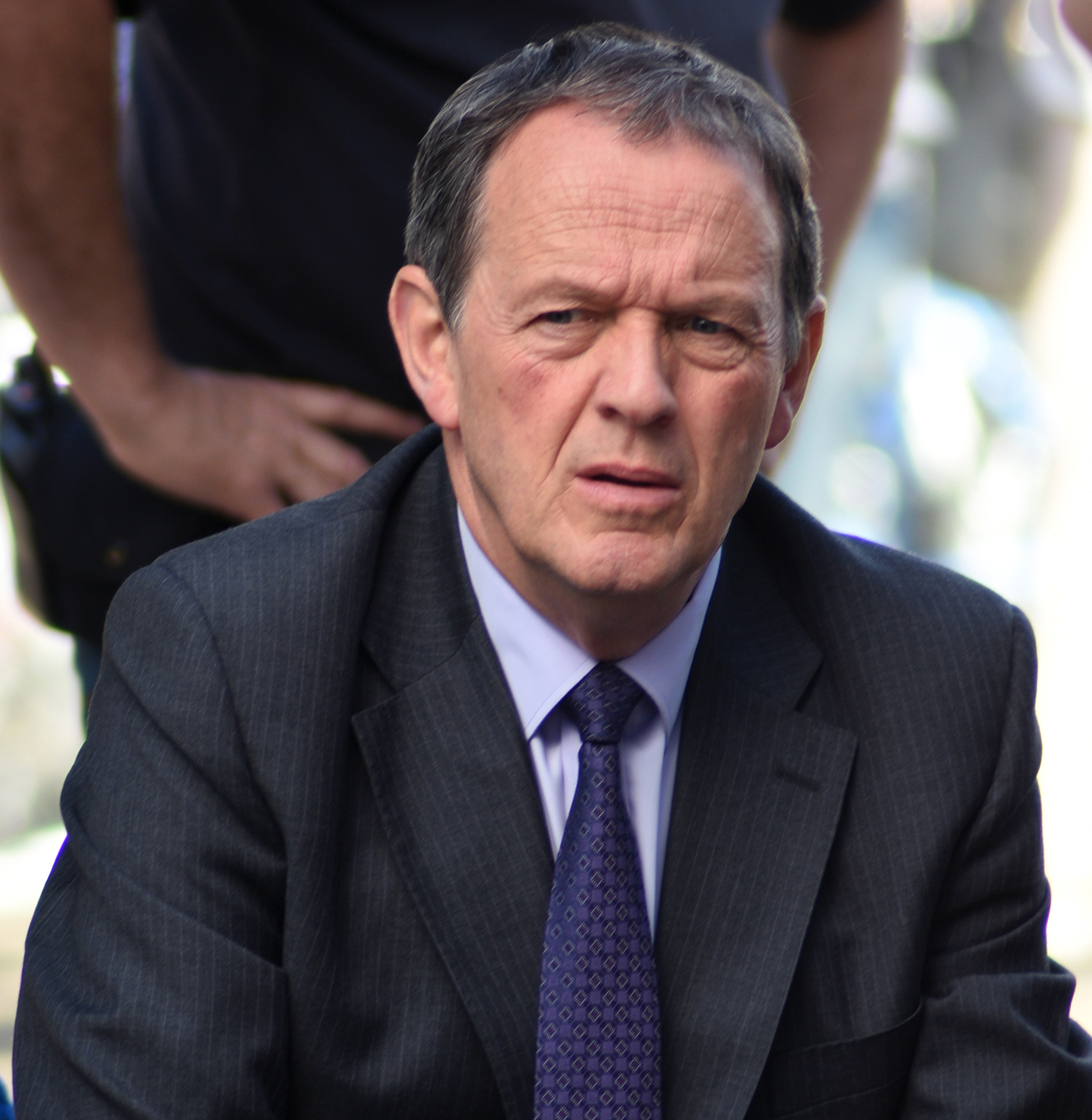
Kevin Whately als Inspector Lewis, 2015

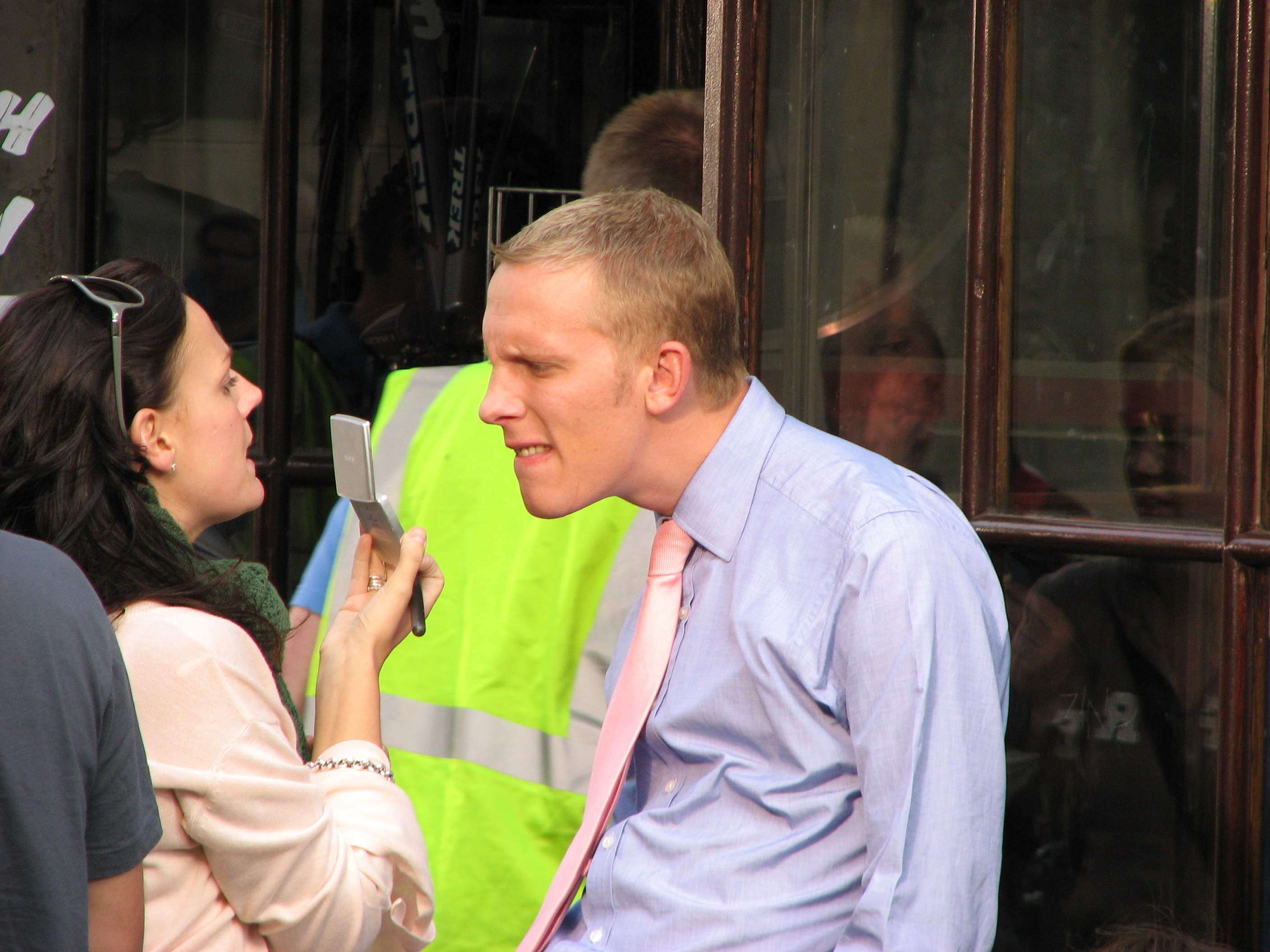
Hathaway-Darsteller Laurence Fox am Set der Serie in Oxford, 2006

| Figur                     | Darsteller    | Deutscher Sprecher |
| ------------------------- | ------------- | ------------------ |
| DI Robert Lewis           | Kevin Whately | Till Hagen         |
| DS James Hathaway         | Laurence Fox  | Markus Pfeiffer    |
| Dr. Laura Hobson          | Clare Holman  | Claudia Kleiber    |
| Chief Supt. Jean Innocent | Rebecca Front | Sabine Arnhold     |
| Alec Pickman              | Rupert Graves | Bernd Vollbrecht   |
| Alfie Wilkinson           | Jack Fox      | Konrad Bösherz     |

Kriminalinspektor (oder -kommissar) DI Robert „Robbie“ Lewiswar Sergeant von Inspektor Morse. Nach dem Tod seiner Frau bei einem Verkehrsunfall mit Unfallflucht des Schuldigen war er zunächst ins Ausland gegangen, kommt aber im Pilotfilm Reputation zurück und ist für einen „ruhigen Job“ als Ausbilder eingeplant. Sergeant Hathaway, der ihn am Flughafen abgeholt hatte, wird zu einem neuen Fall in ein Schlaflabor gerufen, hat aber keinen leitenden Inspektor mehr. Lewis und Hathaway bilden zunächst ein gutes „Gespann“ nur für diesen Fall, denn Lewis stürzt sich lieber in die Arbeit, als den Plan der Chefin zu akzeptieren. Er stammt aus Nordengland und das akademische Milieu von Oxford betrachtet er sehr distanziert. Er hat ein ungewöhnliches Gespür bei der Lösung von Mordfällen. Am Ende von Reputation votiert Hathaway überraschend für ihn als seinen Inspektor. Das Privatleben des Witwers spielt zunächst keine große Rolle, er hat zwei Kinder, u. a. Lynn, die verheiratet ist und ein Kind erwartet.
DS James „Jim“ Hathawayist ein Mann von großer Zurückhaltung. Er besitzt gute Sprachkenntnisse in Latein, was im akademischen Umfeld von Oxford durchaus nützlich ist und daher rührt, dass er zuerst an der University of Cambridge Theologie studiert hatte. In „Dämonen der Vergangenheit“ erklärt die Oxforder Professorin Gold mit seinem Studium in Cambridge abfällig seine angeblichen Wissenslücken. Außerdem war er Student in einem Priesterseminar, bevor er das Studium abbrach und eine Karriere bei der Polizei begann. Der hochintelligente Hathaway zeigt seine Gefühle kaum, ist aber ein sehr brauchbarer Mitarbeiter bei der Kriminalarbeit. Über Beziehungen im Privatleben wird nichts bekannt, seine Stimmungslage kann man am Ausmaß seines Zigarettenkonsums ablesen. In der Folge „Old School Ties“ erkennt ihn ein jüngerer Mann als Schülersprecher seiner ehemaligen Schule wieder und teilt ihm den alten Spitznamen „WC“ mit, den man ihm hinter seinem Rücken gegeben hatte. Hathaway darauf: „Ich traue mich gar nicht zu fragen …“, aber er bekommt natürlich die Auflösung: Wolfgang Christus. Seine Mitschüler meinten schon damals, er könne sich nicht entscheiden, was er werden wolle, Mozart oder Jesus. 
Das distanzierte Auftreten von Sergeant Hathaway lässt ihn als emotionslos oder verschlossen erscheinen, aber er ist eine perfekte Ergänzung zu Lewis. Wo bei anderen Menschen ein breites Grinsen wäre, gibt es bei ihm nur ein kurzes Aufzucken der Mundwinkel. Bei einer frühen Begegnung hatte Lewis wegen des schmerzlichen Verlusts seiner Frau auf die Abwesenheit Gottes geschimpft, „… wo ist denn Ihr Gott?“ fragte er den ehemaligen Theologiestudenten. Als Lewis dann später seine heftige Äußerung noch einmal anspricht, sagt Hathaway nur „Gott wird es überhört haben“, und dann grinst er kurz, als Lewis außer Blickweite ist.
Dr. Laura Hobsonist die Pathologin, mit der Lewis oft am Tatort und in der Gerichtsmedizin zusammentrifft. Sie ist ledig und kinderlos. Lewis kennt sie noch aus seiner früheren Zeit in Oxford (Morse). In der Folge Späte Sühne wird die berufliche Beziehung zum ersten Male etwas privater, als Hobson Lewis von einer inoffiziellen Nachuntersuchung berichtet und ihn „in ihr Büro“ bittet, was aber der Putz- und Umkleideraum ist, weil sie den Fehler ihres Kollegen nicht im offiziellen Rahmen besprechen will. Sie spricht dabei die Gemeinsamkeit an, dass beide am liebsten alles selber erledigen, damit es auch richtig gemacht ist. Als Lewis mit einem Augenzwinkern sagt: „Das tun Sie doch nur, weil Sie mich mögen“, entgegnet sie mit einem ausweichenden Scherz. Vom Charakter her und als zwei alleinstehende Menschen ähnlichen Alters würden beide gut zusammenpassen, doch eine private Beziehung entwickelt sich sehr zaghaft, auch mit Rücksicht auf den lange ungeklärten Tod von Lewis’ Frau. Während der siebten Staffel werden Laura Hobson und Lewis ein Paar.
Chief Superintendent Jean Innocentist die Chefin von DI Lewis. Sie ist eine Kriminaldirektorin von sehr bestimmtem Auftreten. Im gesellschaftlichen Leben der Universitätsstadt ist sie bereits gut vernetzt, obwohl sie erst nach der Zeit von Morse nach Oxford kam. Sie verlangt, dass die Ermittlungen ihrer Untergebenen auf fundiertem Verdacht beruhen und mit der gebotenen Diskretion vonstattengehen; allerdings unterminiert sie die Arbeit von Lewis und Hathaway keineswegs. Jean Innocent ist immer gut, fast elegant gekleidet. Als sie Lewis morgens am Tatort antrifft, der wegen des Jetlags sehr schlecht geschlafen hat, sagt sie nur: „Haben Sie sich schon rasiert?“
In weiteren Rollen waren zu sehen:
- Angela Griffin als DS Lizzie Maddox
- Steve Toussaint; Chief Superintendent Joe Moody
- Nicholas Jones als Philip Hathaway
- Sally Scott als Nell Hathaway
- Anna Massey als Prof. Margaret Gold
- Richard Johnson als Lord Augustus Mortmaigne
- John Wood als Prof. Edward La Plassiter
- Hugh O’Conor als Pater Jasper
- Owen Teale als Nicky Turnbull
- Cathy Tyson als Dr. Patterson
- Freddie Fox als Sebastian Dromgoole

## Kritik
„Das [Ermittler-]Team nimmt sich auch der kniffligsten Fälle an. Dabei gehen die Beiden nach klassischen Mustern der Detektivarbeit vor, actionreich wird es eher selten.“